# Ivan Della Mea
Ivan Della Mea (eigentlich Luigi Della Mea; * 16. Oktober 1940 in Lucca; † 14. Juni 2009 in Mailand) war ein italienischer Cantautore und Autor.

## Leben
Della Mea, der als Kind mit seiner Familie nach Mailand kam, arbeitete dort zunächst in einer Fabrik, bevor er als Journalist erste Erfahrungen mit dem Schreiben machte.
1956, als er auch Mitglied der KPI wurde, erschien sein erstes Album als Liedermacher, der in den kommenden Jahren vor allem die studentischen Bewegungen mit seinen Liedern und Texten begleiten sollte. Er war Mitbegründer der Nuovo Canzoniere Italiano. Seine politische Aktivität war stark mit der seines Freundes Gianni Bosio verknüpft.
Della Mea, der auch für andere Künstler schrieb, veröffentlichte in den 1990er Jahren drei Romane. Er schrieb mit Franco Salinas auch das Drehbuch zum Italowestern Tepepa.

## LPs
- 1966: Io so che un giorno
- 1969: Il rosso è diventato giallo
- 1972: La balorda
- 1972: Se qualcuno ti fa morto
- 1974: Ringhera
- 1975: Fiaba grande
- 1978: La piccola ragione di allegria
- 1979: Sudadio giudabestia
- 1980: Sudadio giudabestia 2
- 1983: Karlett
- 1997: Ho male all'orologio
- 2000: La cantagranda forse walzer

## Bücher
- 1990: Il sasso dentro (Edizioni Interno Giallo)
- 1992: Se nasco un'altra volta ci rinuncio (Edizoni Interno Giallo)
- 1997: Sveglia sul buio (Edizioni Est)